# Digerus gibberulus
Digerus gibberulus е изчезнал вид коремоного от семейство Odontostomidae.

## Разпространение
Видът е бил ендемичен за Бразилия.